# Mark Uth
Mark-Alexander Uth (ur. 24 sierpnia 1991 w Kolonii) – niemiecki piłkarz występujący na pozycji napastnika w niemieckim klubie 1. FC Köln. Jednokrotny reprezentant Niemiec.

## Kariera klubowa
Jest wychowankiem 1. FC Köln, klubu ze swojego rodzinnego miasta. W czasach juniorskich trenował również w drużynie lokalnego rywala – FC Viktoria Köln. W 2010 roku dołączył do drużyny rezerw 1. FC Köln. W sezonie 2011/2012 był również członkiem kadry pierwszego zespołu, lecz nie rozegrał w jego barwach żadnego oficjalnego spotkania. 1 lipca 2012 został zawodnikiem holenderskiego sc Heerenveen. W rozgrywkach Eredivisie zadebiutował w przegranym 0:1 spotkaniu przeciwko Heraclesowi Almelo. 2 września 2013 został wypożyczony na rok do tego klubu. 2 lipca 2015 odszedł za około 2 miliony euro do TSG 1899 Hoffenheim. W Bundeslidze zadebiutował 15 sierpnia 2015 w przegranym 1:2 meczu z Bayerem 04 Leverkusen. Latem 2018 roku odszedł do FC Schalke 04 na zasadzie wolnego transferu.

## Kariera reprezentacyjna
W reprezentacji Niemiec zadebiutował 13 października 2018 w przegranym 0:3 meczu z Holandią. Grał w nim do 68. minuty, po czym został zmieniony przez Juliana Brandta.

## Statystyki kariery
(aktualne na dzień 13 kwietnia 2018)
| Klub                   | Sezon              | Liga               | Liga  | Liga   | Puchar kraju | Puchar kraju | Europa | Europa | Inne  | Inne   | Suma  | Suma   |
| Klub                   | Sezon              | Liga               | Mecze | Bramki | Mecze        | Bramki       | Mecze  | Bramki | Mecze | Bramki | Mecze | Bramki |
| ---------------------- | ------------------ | ------------------ | ----- | ------ | ------------ | ------------ | ------ | ------ | ----- | ------ | ----- | ------ |
| 1. FC Köln II          | 2009/10            | Regionalliga       | 3     | 0      | –            | –            | –      | –      | –     | –      | 3     | 0      |
| 1. FC Köln II          | 2010/11            | Regionalliga       | 23    | 7      | –            | –            | –      | –      | –     | –      | 23    | 7      |
| 1. FC Köln II          | 2011/12            | Regionalliga       | 15    | 9      | –            | –            | –      | –      | –     | –      | 15    | 9      |
| Heerenveen             | 2012/13            | Eredivisie         | 3     | 0      | 0            | 0            | –      | –      | 2     | 1      | 5     | 1      |
| Heracles Almelo (wyp.) | 2013/14            | Eredivisie         | 28    | 8      | 3            | 2            | –      | –      | –     | –      | 31    | 10     |
| Heerenveen             | 2014/15            | Eredivisie         | 32    | 15     | 1            | 0            | –      | –      | 4     | 5      | 37    | 20     |
| TSG 1899 Hoffenheim    | 2015/16            | Bundesliga         | 25    | 8      | 0            | 0            | –      | –      | –     | –      | 25    | 8      |
| TSG 1899 Hoffenheim    | 2016/17            | Bundesliga         | 22    | 7      | 1            | 1            | –      | –      | –     | –      | 23    | 8      |
| TSG 1899 Hoffenheim    | 2017/18            | Bundesliga         | 27    | 12     | 2            | 0            | 5      | 3      | –     | –      | 34    | 15     |
| Ogólnie w karierze     | Ogólnie w karierze | Ogólnie w karierze | 178   | 66     | 7            | 3            | 5      | 3      | 6     | 6      | 196   | 78     |